# Rosa Bloch
Rosa Bloch (30 de junio de 1880, Zúrich - 13 de julio de 1922), fue una activista y política suiza. Fue una de las fundadoras del Partido Comunista Suizo.

## Biografía
Falleció el 13 de julio de 1922 en Zürich después de someterse a una operación de bocio. Es recordada como una de las mujeres más activas en el movimiento obrero suizo.